# Stoughton (West Sussex)
Stoughton is een civil parish in het bestuurlijke gebied Chichester, in het Engelse graafschap West Sussex met 659 inwoners.

## Zie ook

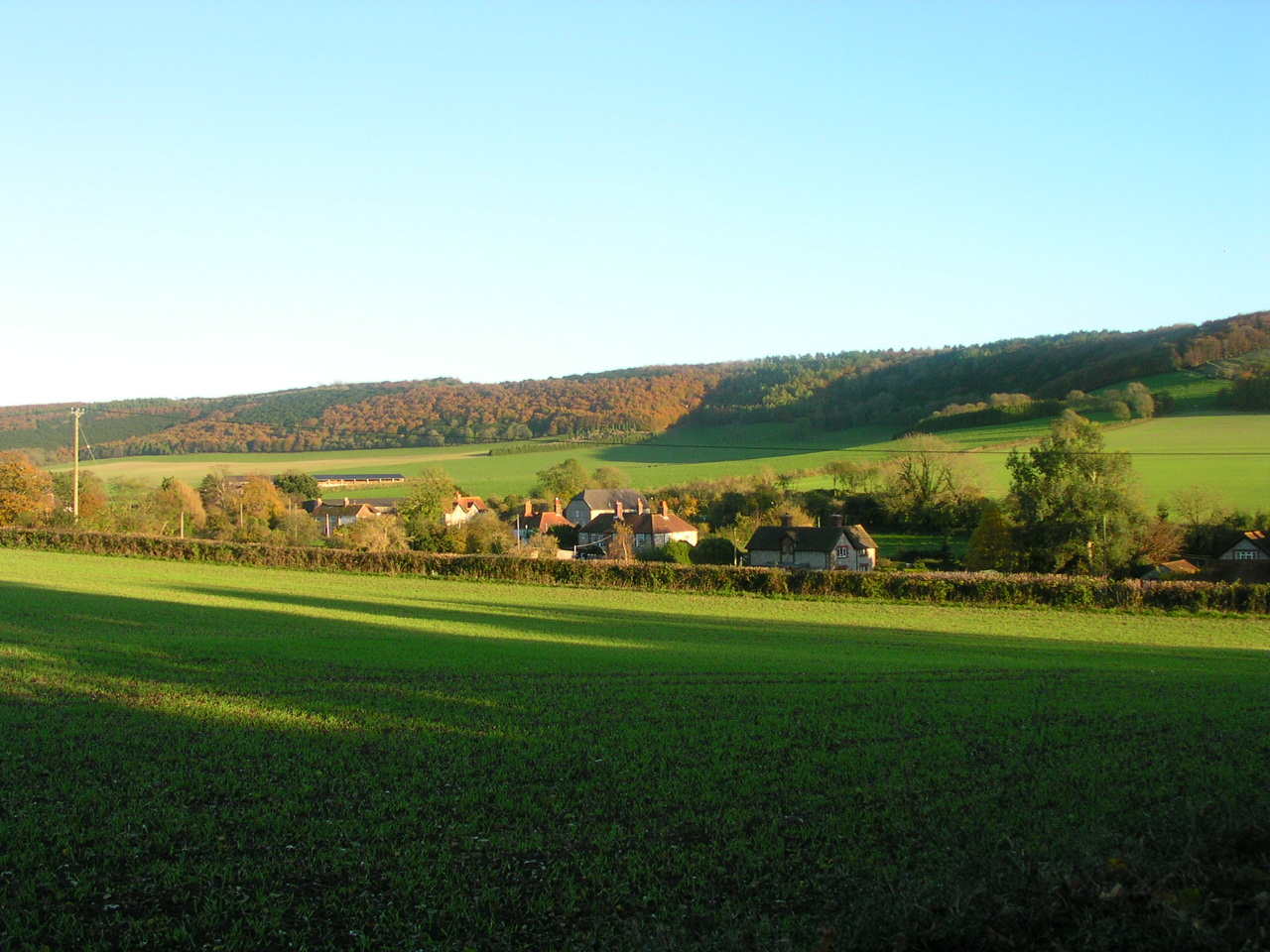
Stoughton